# بنائية (نظرية التعلم)

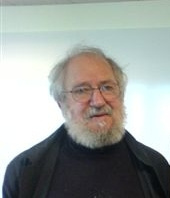
سيمور بابرت

التعلم البنائي هو مفهوم مستوحى من النظرية البنائية؛ حيث يقوم الأفراد من المتعلمين بإعداد نماذج عقلية يستطيعون من خلالها فهم العالم الذي يحيط بهم. ومع ذلك، ينص معنى البنائية على أن التعلم يمكن تحقيقه بفعالية أكبر عندما يكون الأشخاص نشيطين كذلك في تحقيق أشياء ملموسة في العالم الحقيقي. وفي إطار هذا المعنى، يتبين أن مصطلح البنائية يرتبط بالضرورة بالتعلم التجريبي، كما يستند إلى النظرية المعرفية للبنائية الخاصة بالعالم جان بياجيه.
وقد عرّف سيمور باربت مصطلح البنائية في مقترح لـ المؤسسة الوطنية للعلوم تحت عنوان البنائية: فرصة جديدة لتعليم العلوم الأساسية كما يلي: «إن كلمة البنائية تمثل رمزًا تذكُريًا لجانبين من جوانب نظرية تعلم العلوم التي يقوم عليها هذا المشروع. ومن خلال مطالعة النظريات البنائية الواردة في علم النفس، سنتعرض لمصطلح التعلم باعتباره عملية إعادة بناء بدلًا من كونه عملية يتم من خلالها نقل المعرفة. ثم نتوسع في مفهوم فكرة المواد اليدوية لتشمل فكرة أن التعلم يمكن أن يكون أكثر فعالية عندما تصبح قدرة المتعلم على إنشاء منتج ذي معنى جزءًا من نشاطه الذي يؤديه.».
وكما ذكر بابريت وايديت هاريل في مقدمة موضوع توضيع البنائية, «من السهل إلى حد ما صياغة الإصدارات الجذابة البسيطة لفكرة البنائية؛ على سبيل المثال التفكير في هذا المصطلح باعتباره عملية» التعلم من خلال العمل«. ويتمثل أحد أهداف هذا الفصل التمهيدي في توجيه القارئ نحو استخدام التنوع في الحجم لصياغة - لتأسيس - معنى البنائية بكثافة أكبر ومن نواحٍ متعددة أكثر وبعمق أكبر في انعكاسات هذا المعنى، عن قدرة أي صيغة أخرى في تغطية هذا المعنى بمثل هذه الأبعاد.».
لقد انتشرت أفكار باربيت بشكل كبير وأصبحت معروفة بعد نشر كتابه المبتكر عصف العقول: الأطفال وأجهزة الكمبيوتر والأفكار المؤثرة (Mindstorms: Children, Computers, and Powerful Ideas) (الكتب الأساسية، 1980)؛ حيث وصف باربيت لأطفال الذين يقومون بإنشاء برامج باستخدام لغة اللوجو. فقد قام بربط نظام التعلم عندهم بالعيش في «أرض رياضية»، يكون فيها تعلم الأفكار الرياضية بنفس درجة تلقائية تعلمك الفرنسية أثناء العيش في فرنسا.

## المبادئ التعليمية (التعلم القائم على المشاكل)
يمثل ذلك نوعًا واحدًا من النظريات التي تنص على أن نظرية التعلم البنائي يمكن تطبيقها داخل الفصول الدراسية. وهو ما يُعرف باسم التعلم القائم على المشاكل. تعد نظرية التعلم القائم على المشاكل أسلوبًا يتيح للطلاب إمكانية اكتساب المعلومات عن موضوع ما من خلال تعريضهم لمشاكل متعددة وبالتالي، تصبح لديهم القدرة على تشكيل وجهة نظرهم الخاصة حول هذا الموضوع من خلال هذه المشاكل. ومن الممكن أن يكون هذا النوع من التعلم فعالًا للغاية بالنسبة لدارسي العلوم الرياضية؛ حيث يحاول الطلاب حل المسائل بالعديد من الطرق المختلفة؛ الأمر الذي يعمل على تنشيط أدمغة الطلاب. ويوجد أنواع مختلفة من الإستراتيجيات التعليمية التي تسهم في جعل أسلوب التعلم القائم على المشاكل أكثر فعالية.
1. حاول إتاحة كافة الأنشطة التعليمية للمتعلِم بحيث تكون مرتبطة بمهمة أكبر. ويعد هذا الأمر مهمًا حيث إنه يتيح للطلاب معرفة مدى الاتصال بالأنشطة التي يمكن تطبيقها على العديد من مناحي الحياة. وكنتيجة لذلك، سوف يجد المتعلم المواد والأنشطة التي يمارسونها مفيدة.
2. ويلزم أن يتم دعم المتعلمين حتى يشعروا أنهم في طريقهم ليصبحوا أصحاب المشكلة برمتها.
3. يلزم إعداد مهمة حقيقية للمتعلم. وهذا يعني ضرورة أن تتوافق المهمة وقدرة المتعلم المعرفية مع المشاكل حتى يصبح التعلم ذا قيمة.
4. استغراق وقت من التأمل في المحتوى الذي يتم تعلمه، وبالتالي يمكن للمتعلم التفكير في إطار عملية ما قد تعلموه.
5. السماح للمتعلمين وتشجيعهم على اختبار الأفكار استنادًا إلى وجهات نظر مختلفة وفي سياقات مختلفة.
وفيما يلي بعض الأمثلة على أسلوب التعلم القائم على المشاكل والذي يعتبر مثالًا على النهج البنائي للتعلم.

## تطبيق تقنية المعلومات في الفصول المدرسية
لقد كان بابريت مؤيدًا قويًا لتطبيق تقنية المعلومات في الفصول المدرسية، كما فعل في أوائل استخدامه لغة لوجو لتعليم الطلاب الصغار قوانين الرياضيات. ويتمثل التعليم البنائي في قيام الطلاب باستخلاص استنتاجاتهم الخاصة من خلال ممارسة التجارب الإبداعية وإجراء مواضيع اجتماعية. وبهذا يتخذ المعلم البنائي دور الوسيط بدلًا من تبنيه موقف الموجِه. كذلك، يتم استبدال عملية التدريس «لـ» الطلاب بطريقة أخرى تتضمن مساعدتهم على فهم-ومساعدة بعضهم البعض على فهم-المشكلات بطريقة عملية.
وعلى الرغم من استخدام نظرية البنائية، نظرًا لقوتها الحافزية، بشكل أساسي في تدريس العلوم والرياضيات (في شكل علوم قائمة على التحقيق), لكن يمكن القول إنها تطورت بشكل آخر في مجال الدراسات الإعلامية والتي غالبًا ما يقوم خلالها الطلاب بدراسة نظرية الإعلام وممارستها في ذات الوقت، بطريقة عملية تكاملية. وفي الآونة الأخيرة اكتسبت النظرية مكانة راسخة في اللغويات التطبيقية، في مجال اكتساب اللغة الثانية (أو SLA). ومن بين تلك التطبيقات استخدام اللعبة الشائعة سيم سيتي باعتبارها وسيلة لتدريس الإنجليزية باستخدام التقنيات البنائية (جرومك:2004).
اعتبارًا من أوائل ثمانينيات القرن العشرين، قامت مجموعة ليغو بتمويل الأبحاث الواردة في مجموعة أبحاث باريت بمختبر معهد ماساتشوستس للتكنولوجيا ووسائل الإعلام، ذلك الوقت الذي كانت تُعرف فيه باسم «مجموعة علم المعرفيات والتعلم.» وعندما أطلقت ليجو نظام اختراع الروبوتات من ليجو مايندستورمز الخاص بها في عام 1998، والذي يرتكز على العمل على مجموعة باريت الخاصة به، فقد حصلوا على إذن باستخدام لقب «مايندستورمز» من عنوان كتاب سيمور الصادر عام 1980. في مشروع لعبة ليجو الجادة (LEGO Serious Play) من مجموعة ليجو، تعلم رجال الأعمال التعبير عن مشكلات الشركة والتعرف عليها من خلال أداة متمثلة في تجمع من الطوب البلاستيكي-شكل آخر من أشكال التعلم البنائي.
في عام 2005، قام بابريت بمساعدة كل من نيكولاس نيغروبونتي وآلان كاي بإطلاق مبادرة كمبيوتر محمول لكل طفل لوضع نظرية التعلم البنائي في إطار التنفيذ العملي في العالم النامي. وقد كان الهدف من هذه المبادرة توفير أجهزة كمبيوتر محمول بتكلفة 100 دولار للواحد لكل أطفال العالم النامي.
كذلك، قامت المؤسسة الدولية لورش العمل (World Wide Workshop Foundation) بوضع التعلم البنائي في إطار التنفيذ العملي. 
وبتنصيب بابريت مستشارًا لهذه المؤسسة، قامت المؤسسة بإنشاء برنامج جلوبالوريا عام 2006 لتعليم الشباب كيف يصبحون صانعي ألعاب وأنظمة محاكاة باستخدام مبادئ التعلم البنائي.

## لغات البرمجة الحاسوبية
لقد تم إنشاء مجموعة من لغات البرمجة، سواء بشكل كلي أو جزئي، للاستخدام التعليمي، لدعم النهج البنائي في التعلم. وتتميز هذه اللغات بأنها يمكن كتابتها ديناميكيًا، كما أنها عاكسة. ومن بينها:
- اللوجو هي إحدى اللغات متعددة الأنماط، فهي فرع ولهجة يسهل قراءتها من لغة ليسب، لا تشتمل على أقواس. وتُعرف لغة اللوجو باستخدامها كمقدمة لمبادئ جرافيكيات السلحفاة التي يتم تدريسها لطلاب المدارس الابتدائية في ثمانينيات القرن العشرين. حيث كان مؤسساها هما والي فيرزيج، وبابريت.
- تعد سمول توك لغة كائنية التوجه تم تصميمها وإنشاؤها في بارك زيروكس بواسطة فريق تحت قيادة آلان كاي.
- يُجرى تطوير ايتويس منذ تسعينيات القرن العشرين تحت إشراف آلان كاي، ومؤخرًا اتخذ معهد أبحاث وجهات نظر (Viewpoints Research Institute), مهمة تطويرها، بناءً على برمجة نصية متجانبة (tile scripting) شكلية. وفي بادئ الأمر، كانت لغة ايتوس مستهدفة في تعليم الرياضيات والعلوم في المدارس الابتدائية.
- تم تطوير لغة سكراتش في أوائل القرن الواحد والعشرين بـ مختبر معهد ماساتشوستس للتكنولوجيا ووسائل الإعلام تحت قيادة ميتشل ريسنيك. وشأنها شأن لغة ايتوس، تستند سكراتش إلى البرامج النصية المتجانبة الشكلية. وفي بادئ الأمر اُستهدفت سكراتش في برمجة الوسائط المتعددة التفاعلية، في التعليم الابتدائي والثانوي.
- تم تطوير ستار لوجو تانج بواسطة برنامج تعليم المعلم شيلر الخاص مختبر معهد ماساتشوستس للتكنولوجيا ووسائل الإعلام تحت إشراف إريك كلوبفير. فهو يجمع بين مجموعة من واجهات البرمجة وبين جرافيكيات مقنعة بتقنية ثلاثية الأبعاد. واُستهدفت هذه اللغة في برمجة الألعاب وأنظمة المحاكاة التي تشبه الألعاب في المدارس الإعدادية والثانوية.
- لقد تم تطوير لغة نيت لوجو بواسطة يوري ويلنسكي. فقد تم وضعها في الأساس لتعليم الأطفال كيفية الاستدلال والتفكير الحاسوبي، ثم توسع معنى لغة لوجو من خلال تمكين تواجد العديد والعديد من السلاحف في نفس الوقت. ويُستخدم نيت لوجو على نطاق واسع، فليس مقتصرًا على بيئة التعلم من الروضة حتى الصف الثاني عشر وحسب، بل يستخدمها كذلك الباحثون المهتمون بمفهوم النمذجة القائمة على الوكيل
- تم تطوير أنظمة محاكاة جافا السهلة أو Ejs أو EJS من قِبل مشروع الفيزياء مفتوحة المصدر تحت قيادة فرانسيسكو إسكمبري. حيث يعمل المستخدم على مستوى مفاهيمي أعلى، مع كتابة وتنظيم المعادلات والتعابير الرياضية الأخرى التي تعمل على تشغيل نظام المحاكاة. وتستخدم هذه اللغة في برمجة عمليات المحاكاة الفيزيائية في المدارس الثانوية والجامعات.

## وصلات خارجية
- Situating Constructionism by Seymour Papert and Idit Harel, the first chapter from the book Constructionism (1991).
- Constructionism vs Instructionism - speech delivered by Papert to a conference of educators in Japan, in the 1980s
- Seymour Papert's website - with several articles and resources
- The Nature of Constructionist learning - MIT open-to-all online reading list on constructionism
- Lifelong Kindergarten Group - MIT Lifelong Kindergarten research group
- Center for Connected Learning and Computer-Based Modeling - Northwestern University's Constructionist learning and agent-based modeling research group
- LEGO Education نسخة محفوظة 12 أكتوبر 2010 على موقع واي باك مشين. - LEGO Education is the educational division of the LEGO Group. Resources on how to 'brick out' in the classroom
- NetLogo - A parallel Logo and premier agent-based modeling environment used in a large number of constructionist materials
- Ackerman on Constructivism vs Constructionism - Edith Ackermann draws out the differences between Piaget's Constructivism, Vygotsky's Socio-Constructivism and Papert's ConstructioNism
- Serious Play - LEGO Serious Play have suits shuffle bricks in a bid to free up corporate creativity.
- Constructionist learning of mechanics, electronics, software using robot kits نسخة محفوظة 18 سبتمبر 2020 على موقع واي باك مشين.
- GoGo Board - The GoGo Board is an open-source, low-cost educational robotics platform inspired by Constructionist principles, developed at the MIT Media Lab.
- Easy Java Simulation - Ejs is a free authoring tool written in Java that helps non-programmers create interactive simulations in Java, mainly for teaching or learning purposes, part of the Open Source Physics project.
- Physical Etoys - is a visual programming language for different electronic devices. It can be easily related to the educational curricula.